# 2000 QO252
2000 QO252, também escrito como 2000 QO252, é um objeto transnetuniano (TNO) que está localizado no cinturão de Kuiper, uma região do Sistema Solar. Este corpo celeste é classificado como um cubewano. Ele possui uma magnitude absoluta (H) de 7,0 e, tem um diâmetro estimado com cerca de 175 km.

## Descoberta
2000 QO252 foi descoberto no dia 29 de agosto de 2000 pelos astrônomos O. R. Hainaut e C. E. Delahodde.

## Órbita
A órbita de 2000 QO252 tem uma excentricidade de 0.146 e possui um semieixo maior de 45.556 UA. O seu periélio leva o mesmo a uma distância de 38.883 UA em relação ao Sol e seu afélio a 52.228.